# الكنانة (الرقة)
الكنانة قرية سورية تتبع ناحية مركز تل أبيض في منطقة تل أبيض في محافظة الرقة. بلغ عدد سكانها 905 نسمة في عام 2004 حسب إحصاء المكتب المركزي للإحصاء.